# Croix occitane
La croix occitane (en occitan : crotz occitana), ou croix du Languedoc est une croix servant d’emblème à l’Occitanie, et, depuis la réforme territoriale de 2015, à la région administrative de même nom.
D'origine pluriséculaire, sa provenance et sa signification sont encore sources d'indécisions.
De façon générale, la croix occitane regroupe le « domaine occitan », zone des parlers romans s'étant distingué à partir du XIe siècle-XIIe siècle des parlers franciliens d'où est issu le français. Cette zone s'étend de l'ancien comté de Nice jusqu'à la côte aquitaine, et du littoral méditerranéen, jusqu’au grand tracé naturel courant de l'estuaire de la Gironde, aux vallées occitanophones des Alpes italiennes, ainsi qu'au Val d'Aran, généralité de Catalogne.

## Noms
La croix occitane porte plusieurs noms, d'abord « croix d'Arles »[réf. nécessaire], « croix de Toulouse », « croix raimondenque » portée par la dynastie Raimondine, « croix du Languedoc », et actuellement « croix occitane » par allusion à la langue d'oc, emblèmes de la région d’Occitanie.

## Origines
La Croix occitane figure sur de nombreux blasons ou logos de régions, villes, organismes et associations des pays occitans, entre Italie et Espagne.
Sous l'Ancien régime, elle était l'emblème de la province du Languedoc,.
Ses origines sont incertaines et ses significations diverses, solaires, zodiacales, voire ésotériques.
La Croix occitane, caractérisée par ses douze perles ou pommettes, apparaît dès la deuxième moitié du XIIe siècle sur les blasons des Comtes de Toulouse. Elle sera abondamment reprise depuis ce XIIe siècle.

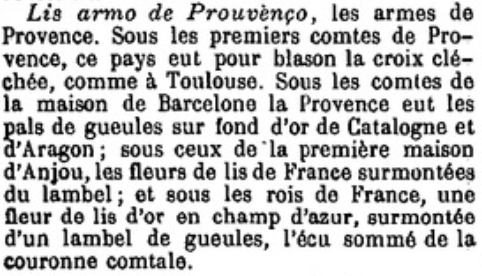
Entrée armo du Tresor du Félibrige

Les comtes de Toulouse, de Provence et le comte de L'Isle (L'Isle Jourdain) ayant participé aux première et deuxième croisades en terre Sainte, ils se sont établis en la ville de Tortose (comté de Tripoli au Liban). Le comte de Tortose fut Guillaume Jourdain. La croix présente à Tortose marquant les douze apôtres de Jésus en douze pommettes d'or.
Au XIIe siècle, elle est devenue la croix du Comté de Toulouse, et à partir de 1211 la croix de Toulouse. Elle orne une clé de voûte de la nef de la Cathédrale Saint-Étienne de Toulouse avec pour inscription la date de 1211, et apparaît dans de nombreuses villes comme Fanjeaux dans l'Aude, Venasque dans le Vaucluse.[réf. nécessaire]
- du IXe siècle avec Raymond de Saint Gilles, Marquis de Provence et Comte de Toulouse ;
- du XIe siècle par l'entourage des vicomtes de Marseille ;
- du XIIe siècle à Venasque en Provence ;
- du XIIe siècle du Marquisat de Provence.

### Une originebourguignonne et provençale[réf.nécessaire]
Sa désignation comme « croix d'Arles » a pu être associée à Royaume d'Arles détenu par Boson II d'Arles et la dynastie bourguignonne des Bosonides.[réf. nécessaire]

Croix des Bosonides

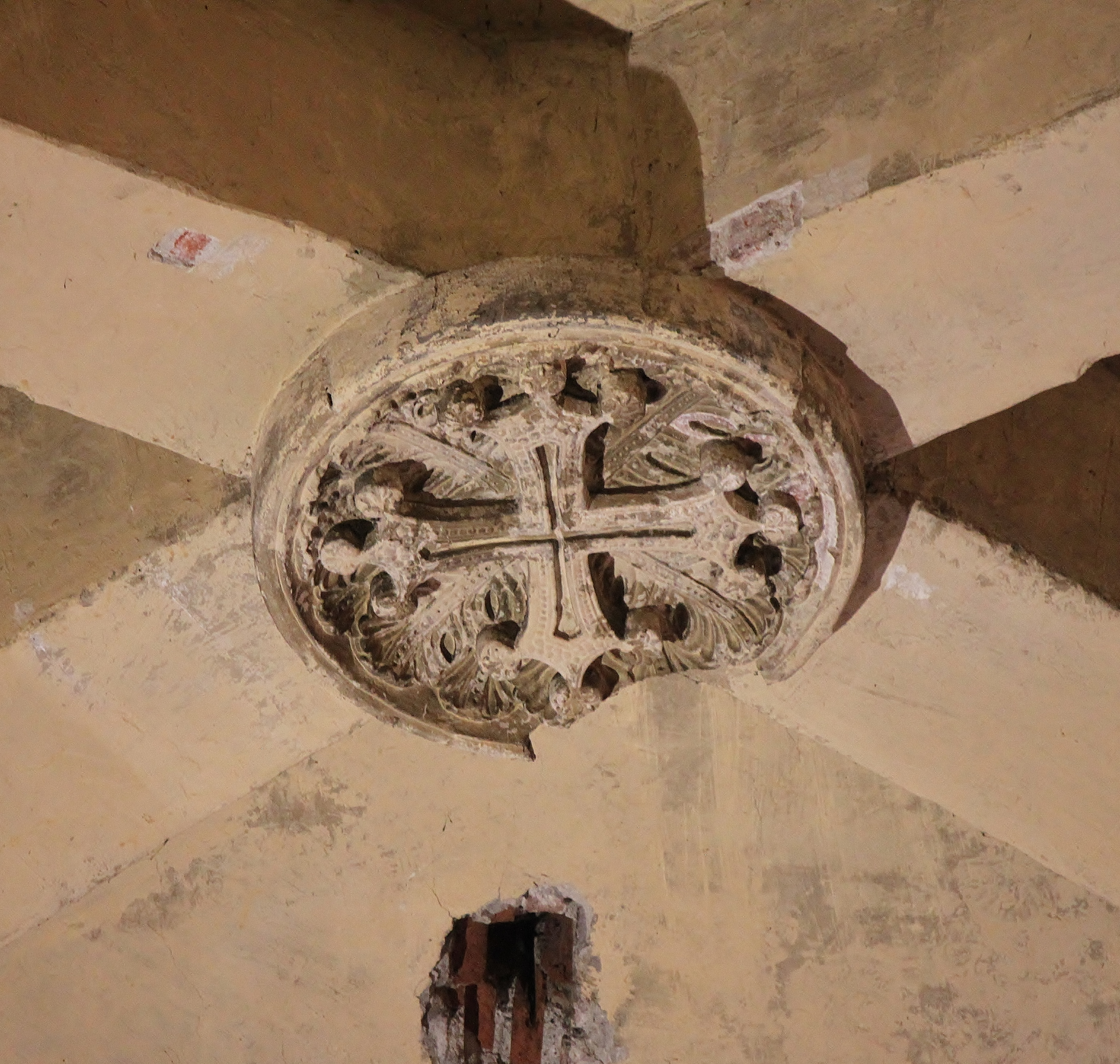
On trouve la première représentation sculptée de la croix dans la vieille nef de la cathédrale de Toulouse (1211)

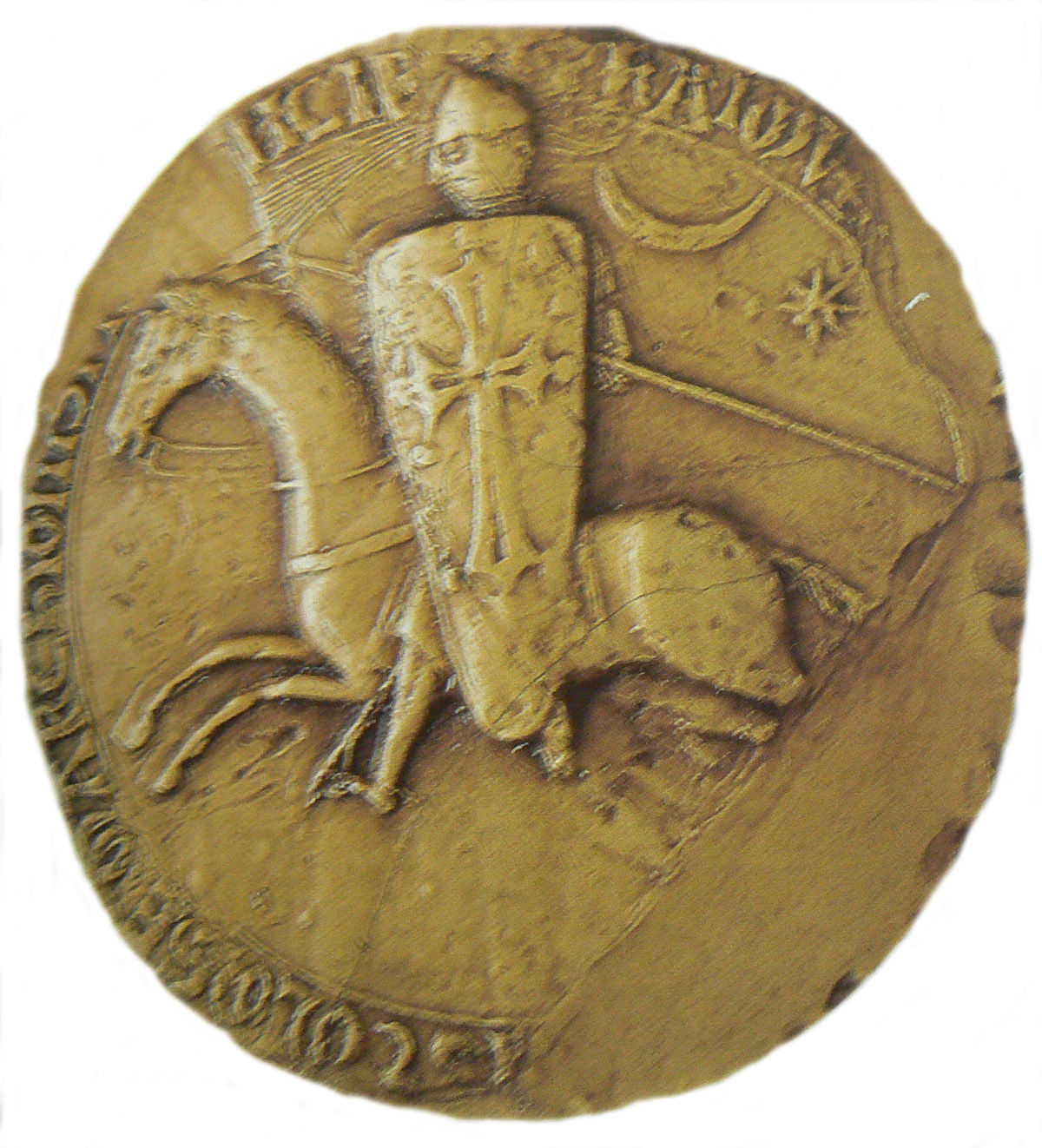
Revers du sceau du comte Raymond VI de Toulouse figuré à cheval avec un écu chargé de cette croix (1204)

Elle figure au IXe siècle sur une charte de l'Abbaye Saint-Victor de Marseille, et dans les armes de plusieurs seigneurs provençaux liés à cette abbaye. Cette indication n'est pas retenue par Laurent Macé dans La Majesté et la croix (2018).
Selon Antoine de Ruffi, elle apparaîtrait au XIe siècle, dans l'entourage des vicomtes de Marseille[source insuffisante], potentiellement avec Guillaume Ier de Provence, dit Guilhem le Libérateur, resté célèbre pour avoir vaincu et chassé en 973 les Sarrazins de la Provence.
En 1095, le Pape Urbain II confirme les armes de Raymond de Saint Gilles avant son départ en 1096 pour la Première croisade.
Raymond de Saint Gilles, Marquis de Provence et Comte de Toulouse, aurait utilisé la croix de Provence lorsqu’il fait graver son sceau lors de son départ pour la Terre Sainte.[réf. nécessaire] Cependant on ne connaît pas de sceau de Raymond IV et les armoiries n'apparaissent qu'au XIIe siècle.

### Adoption par les comtes de Toulouse
En 1019 Guillaume III de Toulouse, dit Taillefer, par son mariage avec Emma de Provence, arrière petite fille de Boson II d'Arles, hérite de la Croix d'Arles ou croix de Provence, laquelle deviendra la croix de Toulouse, et ainsi l’emblème des Comtes de ToulouseInterprétation abusive ?,. Selon Henri Rolland, archéologue, historien numismate, elle apparaît au XIIe siècle à Venasque en Provence,. En 1125 lors du traité de partage de la Provence entre les comtes de Barcelone/Aragon et les comtes de Toulouse, ces derniers hériteront du Marquisat de Provence.
En 1150, le choix comme emblème par Raymond V de Toulouse de ce qui sera appelé par la suite la "croix occitane" est une riposte à son rival le roi d’Aragon Raimond Berenger III, qui venait d’adopter pour blason un écu chargé de quatre pals "sang et or". Le Toulousain reprend les mêmes couleurs en inversant le dispositif visuel : le rouge symbolise le pouvoir des empereurs romains. Raymond VI conserva la bulle de son père en la modifiant légèrement, et c’est seulement avec la croisade contre les Albigeois que cette croix provençale devint vraiment toulousaine : dans la Canso, Guillaume de Tulède qui relate ces évènements en qualifie la croix de ramondenca, traduit par croix raimondenque (tandis que les seigneurs toulousains sont dits raimondins). Des représentations de cette croix associée au comté de Toulouse se trouvent d'une part sur une clef de voute de la cathédrale de Toulouse datable de 1211, d'autre part sur le revers du sceau de Raymond VI de Toulouse daté de 1204, où le comte est figuré à cheval avec cette croix évidée et pommetée sur son écu. Elle devient alors le symbole de l’opposition au lion de Simon de Montfort. L'avers du sceau représente le comte assis en majesté, tenant son épée, avec au-desus de son épaule le château Narbonne qui figure sur les armoiries de Toulouse.
Plus précisément, après le denier du marquisat de Provence de 1150, on trouve de nombreuses croix aux douze pommettes sur le sceau de Raymond V de 1156, sur une bulle à Melgueil (Mauguio) en 1181, sur un sceau de Guilhem IV de Forcalquier en 1193, sur le sceau de Raymond VI de Toulouse en 1204, sur le sceau de la ville de Toulouse de 1211, sur un sceau de Raymond VII en 1222 et sur des bulles du même comte. En 1243 est créé un nouveau sceau de la ville de Toulouse ; dans la même période, la croix figure sur les sceaux de plusieurs villes : Castelsarrasin, Fangeaux, Gémil, Marmande, Mézin, Moissac, Molière, Montcuq, Najac, Penne-d'Agenais, Port-Saint-Marie, Verdun sur Garonne.

Croix occitane

Cette croix pommetée et évidée fut parallèlement, de 1109 à 1187, l’emblème de cinq générations de comtes de Tripoli (Liban) descendants de Raymond de Saint GillesInterprétation abusive ?.

### Héraldique
« De gueules, à la croix vuidée, cléchée et pommetée de 12 pièces d'or » : Sur fond rouge, une croix évidée, les branches en forme d'anneau de clé ouverte (laissant voir le champ) avec 12 "pommes" (ronds) garnissant les pointes, l'ensemble de couleur or.

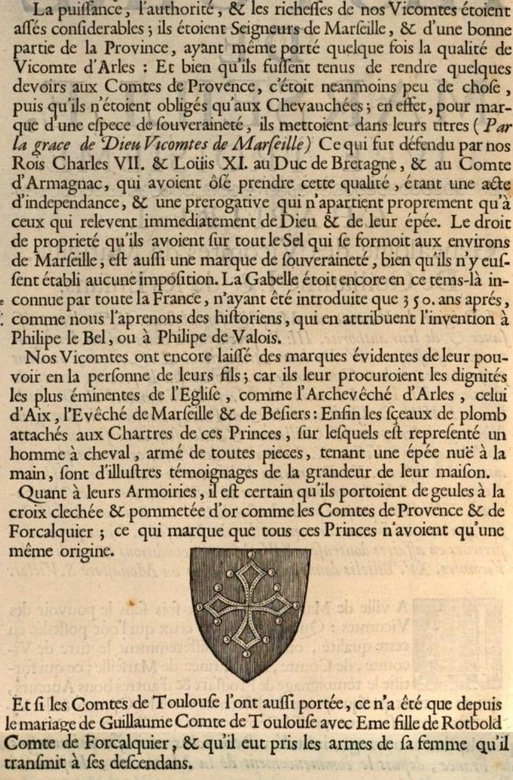

## Significations

### Hypothèses

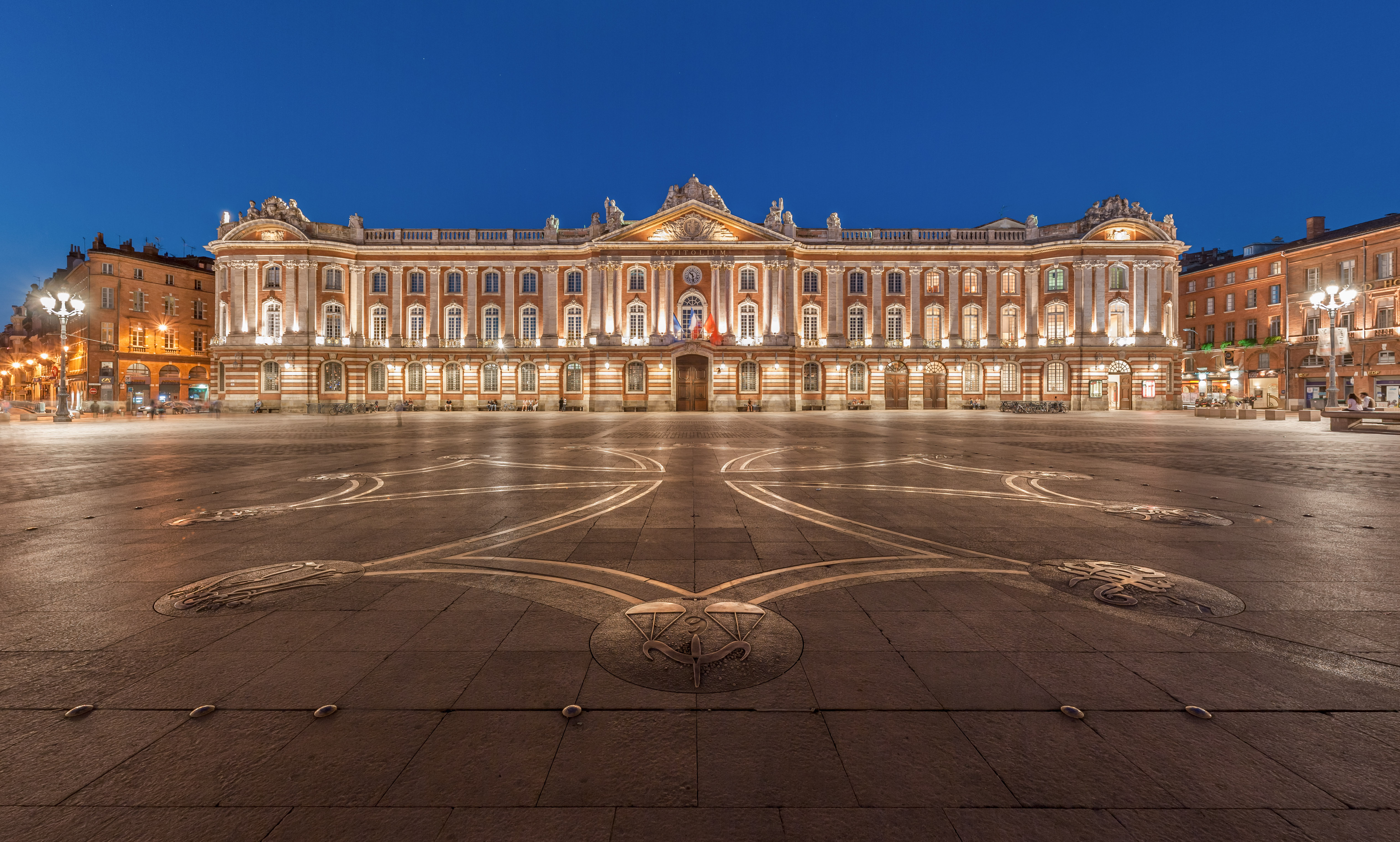
Place du Capitole de Toulouse, la croix avec sur les pommettes, les 12 signes astrologiques

Compte-tenu des diverses hypothèses de provenance de la croix occitane, les douze « pommettes » peuvent être interprétées de diverses façons, cependant aucune ne peut-être prise de façon catégorique.
- Supposition astrologique avec les douze signes. La place du Capitole de Toulouse sur son parvis, a apposé les douze signes astrologiques sur la représentation de la croix occitane.
- Suppositions mythologiques avec la mythologie grecque, Gaïa et Ouranos, ayant donné naissance à douze Titans, et Héraclès avec les douze travaux d'Hercule.
- Suppositions religieuses avec les douze apôtres ; les douze fils de Jacob ayant donné naissance aux douze tribus d’Israël.
- Supposition solaire, les quatre branches pourraient symboliser les quatre saisons, et chaque pommettes un mois de l'année[13].

Selon Bertrand de la Farge, la croix occitane pourrait provenir d'une synthèse entre la croix tréflée d'origine copte (croix de Saint-Maurice) et une croix byzantine. D'autres érudits ont mis en avant des influences wisigothiques. Pour Pierre Salies, cette figure aurait été composée dans l'entourage des Comtes de Toulouse, lors des premières croisades, notamment par Baudoin de L'Isle-Jourdain qui adopta la même croix pour son blasonnement lors de ses Croisades avec les Comtes de Toulouse.

## Appellations et représentations
De gueules, à la croix cléchée, pommetée d'or, la croix occitane est aussi appelée croix des comtes de Toulouse, croix de Toulouse, croix du Languedoc, croix de Midi-Pyrénées, et croix d'Occitanie. Selon ses représentations, l'héraldique peut varier, ses couleurs ne sont pas limitées au rouge et à l'or, ni sa forme, certains blasons utilisent d'autres combinaisons comme :
- La commune de Travaillan « D'azur à la fasce échiquetée de gueules et d'argent de trois tires, accompagné en chef d'une étoile de seize rais d'or et en pointe d'une croisette cléchée, vidée et pommetée de douze pièces du même. »
- La commune de Saint-Didier : « Écartelé d'or et de gueules, à la croix cléchée, vidée et pommetée de douze pièces de l'un en l'autre. »
- La commune de Méthamis : « Écartelé : au premier et au quatrième d'or à la bande d'azur, au deuxième et au troisième de gueules plain ; sur le tout d'argent à la croix cléchée, vidée et pommetée de douze pièces de gueules. »
- La commune de Garanou : « Au 1er de gueules au pont isolé d'une arche, d'or, maçonné de sable, d'où s'écoule une rivière sinueuse d'argent, posée en pal, au 2e d'azur à trois gerbes d'or, liées de gueules ; le tout sommé d'un chef de sinople au sautoir d'argent et à la croix cléchée, pommetée de douze pièces d'or, remplie de gueules et brochant en abîme sur le sautoir. »[16]
- La commune de Montségur : « De gueules à la croix cathare d’or. »[17]
- La commune d'Aucamville : « D'argent à l'hôtel de ville du lieu du même couvert de gueules, mouvant des flancs ; au canton dextre du chef écartelé d'or et de gueules à la croix cléchée, vidée et pommetée de douze pièces brochant de l'un en l'autre, et au canton senestre d'or chargé d'une plante de violette de trois pièces au naturel. »[18]
- La commune de Blagnac : « parti, au premier de gueules à l’écusson du même à la croix cléchée, vidée et pommetée de douze pièces d’or, au second d’azur à l’écusson parti au premier du champ semé de fleurs de lys d’or et au second de gueules semé de châteaux donjonnés d’or ouverts de gueules, le tout aux deux clefs adossées et entrelacées d’or. »
- La commune de Bruguières : « écartelé : au premier et au quatrième d'azur à la croix cléchée, vidée, pommetée de douze pièces d'or, au second et au troisième de gueules aux trois bandes d'or. »
- La commune de Labarthe-sur-Lèze : « Taillé : au 1er mi-taillé d’azur à la croix cléchée, vidée et pommetée de douze pièces d'argent, au 2e mi-taillé d’argent à l'arbre d'azur posé sur une tierce ondée d’azur. »[19]
- La commune de Peguilhan : « D’argent à la croix cléchée et pommetée de douze pièces d’or, remplie de gueules. »

### Blasons des régions et départements français

Région Languedoc-Roussillon, puis Occitanie
Région Midi-Pyrénées
Département de l'Aude
Département du Gard
Département des Hautes-Alpes
Département de la Haute-Garonne
Département de l'Hérault
Département du Tarn
Département de Tarn-et-Garonne

### Blasons des communes françaises

Buoux
Méthamis
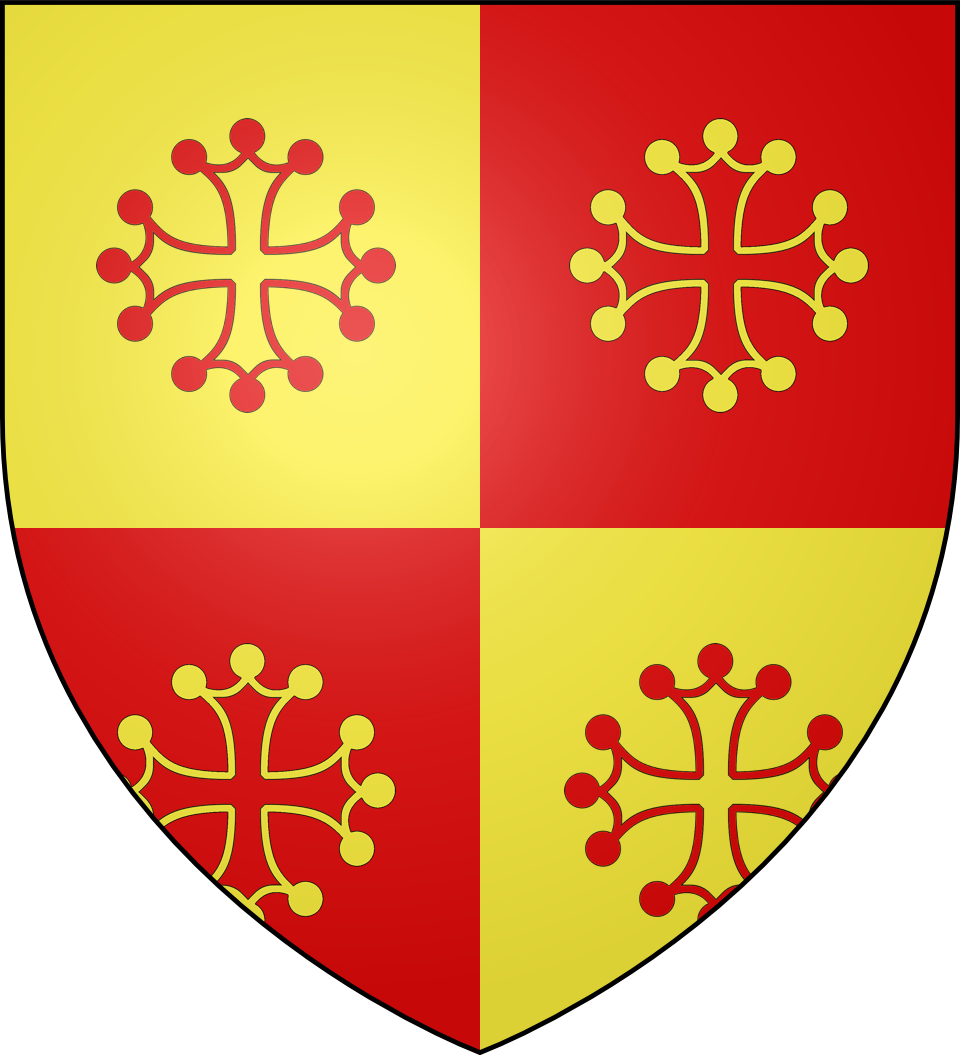
Saint-Didier
Travaillan
Venasque

Laurière
Marval
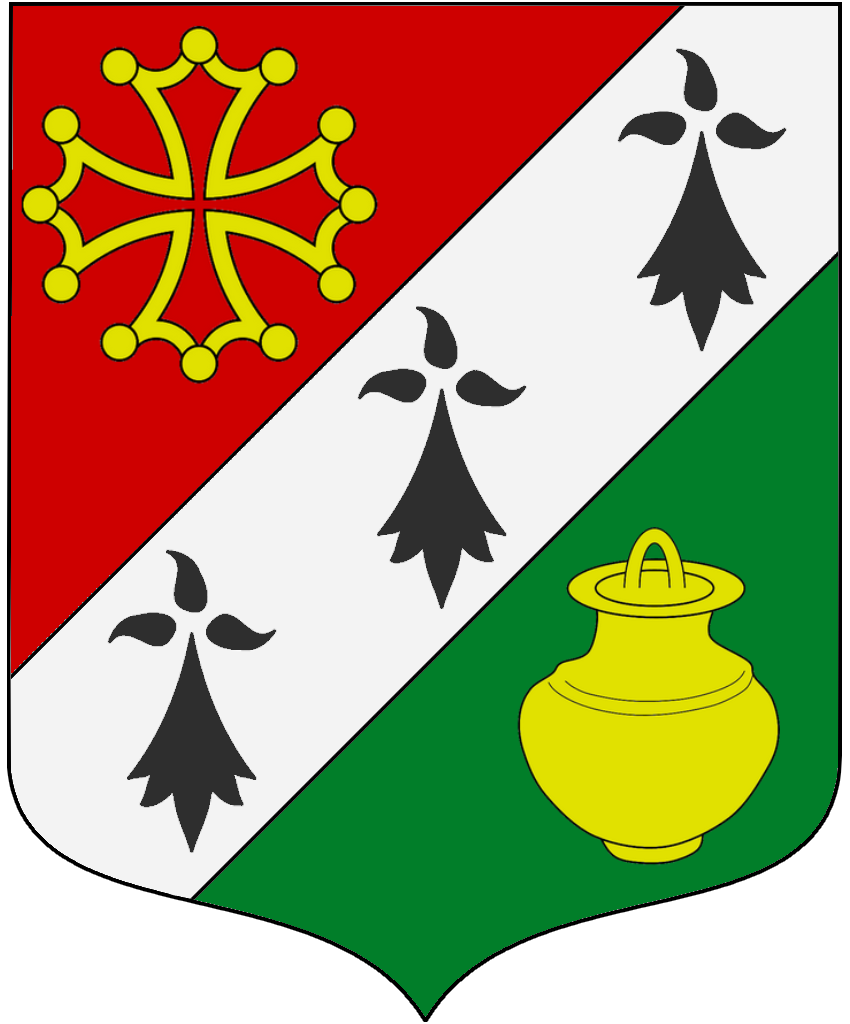
Séreilhac

Varennes-Jarcy

Département des Alpes-de-Haute-Provence :

Céreste

Département des Hautes-Alpes :

Rousset-Serre-Ponçon

Département de l'Ardèche :

Saint-Georges-les-Bains
Saint-Just-d'Ardèche

Département de l'Ariège :

Garanou
Lavelanet
Lescure
Saint-Jean-du-Falga
Villeneuve-du-Paréage

Département de l'Aude :

Fanjeaux
Sallèles-d'Aude

Département de l'Aveyron :

Agen-d'Aveyron
Comprégnac
La Fouillade
Laissac
Naussac
Nauviale
Villefranche-de-Rouergue
Sévérac le Château
Vabres-l'Abbaye
Veyreau

Département du Cantal :

Oradour (Cantal)

Département de la Creuse :

Genouillac (Creuse)

Département de la Dordogne :

Carsac-Aillac
Coux et Bigaroque-Mouzens
Église-Neuve-d'Issac
Journiac
Saint-Sauveur (Dordogne)

Département du Gard :

Aubord
Bouillargues
Molières-sur-Cèze
Montaren-et-Saint-Médiers
Saint-Paul-les-Fonts

Département du Gers :

Arblade-le-Bas
Auradé
Castillon-Savès
Caupenne-d'Armagnac
Clermont-Savès
Corneillan
Dému
Encausse
Frégouville
L'Isle-Jourdain
Lias
Miradoux
Monbrun
Pujaudran
Razengues

Département de la Haute-Garonne :

Aussonne
Balma
Blagnac
Bruguières
Colomiers
Labarthe-sur-Lèze
Lavelanet-de-Comminges
Lavernose-Lacasse
Le Fousseret
Montrabé
Péguilhan
Plaisance-du-Touch
Quint-Fonsegrives
Ramonville-Saint-Agne
Saint-Alban
Saint-Elix-le-Château
Saint-Hilaire
Saint-Léon
Saint-Orens-de-Gameville
Saint-Pierre-de-Lages
Sainte-Foy-d'Aigrefeuille
Saubens
Toulouse
Tournefeuille
L'Union
Villefranche-de-Lauragais

Département de l'Hérault :

Castelnau-le-Lez
Clapiers
Courniou
Octon
Saint-Chinian
Saint-Jean-de-Minervois
Sauteyrargues

Département de la Haute-Loire :

Espaly-Saint-Marcel
Tence

Département du Lot :

Aujols
Baladou
Blars
Boissières (Lot)
Lalbenque
Le Montat
Montcuq-en-Quercy-Blanc
Saint-Daunès

Département de Lot-et-Garonne :

Monclar
Saint-Urcisse
Sainte-Bazeille
Vianne

Département du Pyrénées-Orientales :

Ansignan
Llupia

Département du Puy-de-Dôme :

Blason historique de La Tour-d'Auvergne

Département du Tarn :

Arthès
Cahuzac-sur-Vère
Cordes-sur-Ciel
Coufouleux
Lavaur
Lédas-et-Penthiès
Lisle-sur-Tarn
Marssac-sur-Tarn
Montfa
Salvagnac
Verdalle

Département de Tarn-et-Garonne :

Albias
Boudou
Brassac
Castelsarrasin
Caylus
Fauroux
Garganvillar
Génébrières
Lafrançaise
Léojac
Moissac
Montalzat
Perville
Pommevic
Saint-Cirq
Saint-Georges
Verdun-sur-Garonne

Département du Vaucluse :
- Buoux
- Méthamis
- Saint-Didier
- Travaillan
- Venasque

Département de la Vienne :

Angliers (Vienne)

Département de la Haute-Vienne :
- Laurière
- Marval
- Séreilhac

Département de l'Essonne :
- Varennes-Jarcy

### Autres pays

#### Province deGérone
On trouve la croix occitane dans l'enceinte de la cathédrale de Gérone, ainsi que dans les appartements des prélats.

#### Land deBavière
La croix occitane orne certains édifices religieux comme à Augsbourg et Heidelberg.

#### Algérie
Certaines communes d'Algérie française arboraient la croix occitane sur leur blason, comme Fort de l'eau.

### Drapeaux
La croix dite de Toulouse est la bannière ou l'enseigne des comtes raymondins de Toulouse, représentée sur les armoiries de Toulouse, où elle est portée par l'agneau pascal.
Sous l'Ancien Régime, elle était l'emblème des États du Languedoc, mais elle tend aujourd'hui à devenir l'emblème des autres régions limitrophes de langue occitane. La croix du drapeau occitan, sous l'impulsion du Parti de la nation occitane, a été complétée de l'étoile à sept branches (symbole du Félibrige).
Dans les vallées occitanes d'Italie, en application de la loi 482-99 concernant les minorités linguistiques, de nombreuses communes organisent une cérémonie autour de la pose du drapeau occitan sur les bâtiments officiels. Un texte est lu en occitan et italien, expliquant les motifs de la cérémonie puis le drapeau est hissé au son du Se canta. Cette cérémonie s'est déroulée pour la première fois en France, dans le village de Baratier, dans les Hautes-Alpes, le 19 novembre 2006.
En Val d'Aran, le drapeau officiel présente la croix occitane et l'écu de cette vallée autonome de Catalogne.
Les drapeaux imaginés à partir des propositions de Robert Louis pour les blasons des départements issus de la province de Languedoc incluent souvent la Croix occitane. L'ancien drapeau de Languedoc-Roussillon combinait la croix occitane et les barres catalanes.

Drapeau de l’ancienne région Languedoc-Roussillon
Drapeau de l’ancienne région Midi-Pyrénées
Drapeau occitan avec l'étoile à sept branches
Drapeau officiel du Val d'Aran
Drapeau officiel de la région Occitanie
Drapeau officiel de la région Occitanie (variante)
Drapeau officiel de la région Occitanie (logo)
Drapeau de la Terre Brigasque

### Produits dérivés
La croix figure sur de nombreux logos de collectivités et de clubs sportifs.

Logo du Toulouse Football Club
Logo de la mairie de Toulouse
Logo de la ville de Blagnac
Logo officiel de la région Occitanie

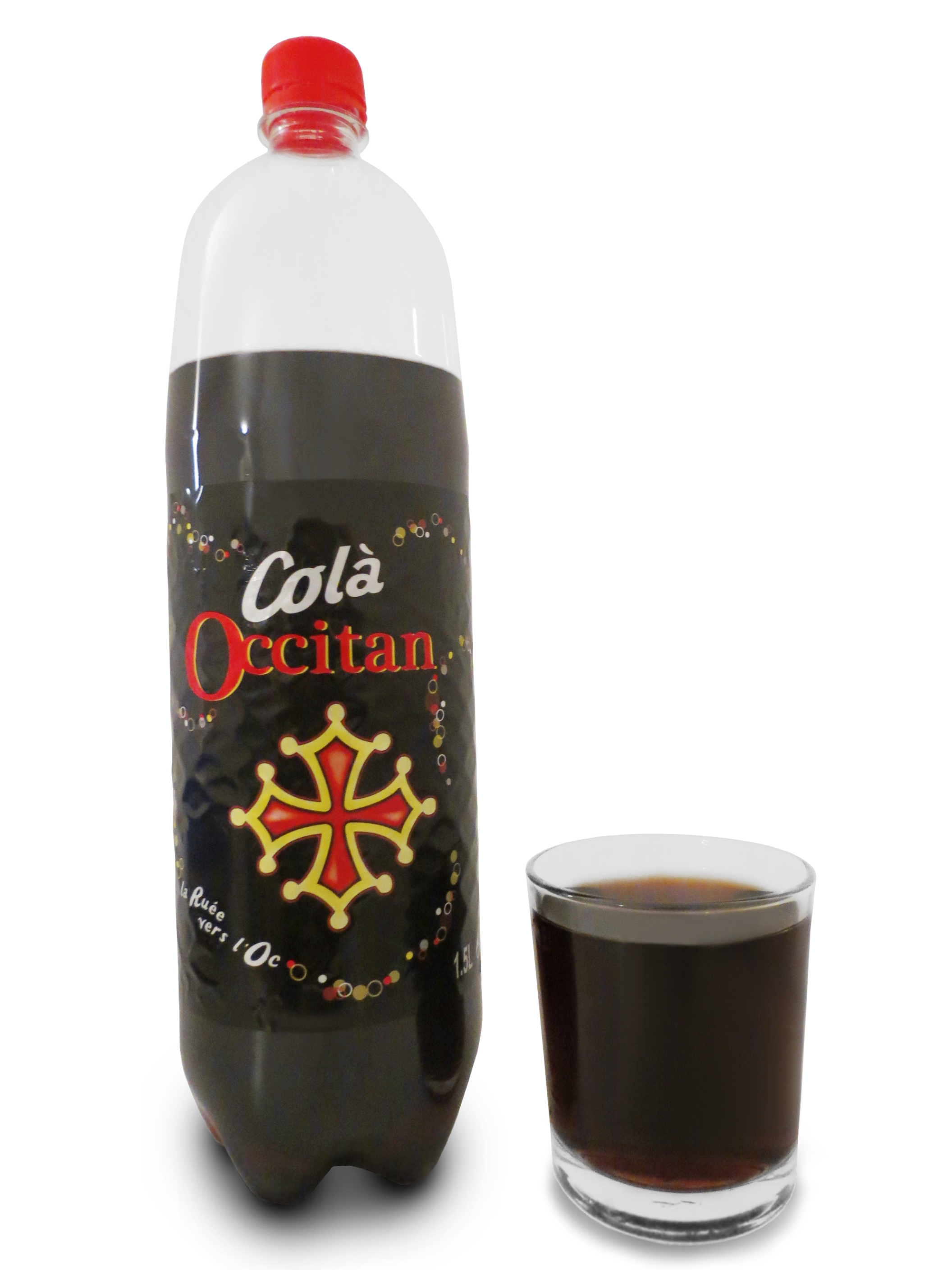
Une bouteille de Colà Occitan.

La Brasserie d’Oc produit un cola d’alternative culturelle arborant la croix occitane sur ses bouteilles.
La croix occitane est un motif utilisé dans la bijouterie pour des bagues, des pendentifs, des bracelets ou autres,.
L'hypermarché Auchan de Marsac-sur-l'Isle (Dordogne) utilise la croix occitane dans sa signalétique,.

## Usages

### Par les cathares
Selon René Nelli, la croix du Languedoc, croix « évidée et pommetée », fut « un symbole de ralliement cathare », puisqu'elle fut la croix des armoiries des comtes de Maison de Saint-Gilles, devenues celle des comtes de Toulouse, puis du Languedoc, avant la croisade catholique et l'Inquisition qui visa à exterminer les Cathares. Cette interprétation ne semble pas s'appuyer sur des faits historiques reconnus, mais plutôt sur une forme de militantisme où les Cathares font figure de héros fondateurs[réf. nécessaire]. Dans cette interprétation, la croix ne serait pas en contradiction avec les fondements de la religion cathare, qui réprouve la croix comme symbole du supplice du Christ, et serait plutôt un symbole solaire.

### Autres usages
Certains protestants portent (par exemple en pendentif) un bijou représentant une croix voisine  surmontant une colombe aux ailes écartées, volant de haut en bas : pour eux, cette croix est une croix de gloire, emblème de la Résurrection et de la gloire de Christ, par opposition à la croix latine des catholiques qui représente un échafaud; et la colombe est bien sûr l'emblème du Saint-Esprit.
Cette croix est présente sur de nombreux blasons de communes, en Languedoc et dans l'ancien pays de Venasque, mais aussi plus loin en Occitanie (Hautes-Alpes, Creuse). Elle figure sur le blason officiel des départements des Hautes-Alpes et de Tarn-et-Garonne. Quand elle n'est pas or sur gueules, l'évocation est moins directe et/ou peut s'assimiler à une brisure.
Le motif de la croix occitane est utilisé par certaines collectivités territoriales dont une partie du territoire correspond à celui de l'ancien comté de Toulouse : Midi-Pyrénées, Languedoc-Roussillon, Venasque. On le trouve également sur la signalétique pour indiquer la langue occitane (panneaux à l'entrée des villes).
La loi française sur les signes religieux dans les écoles publiques interdit le port de « signes religieux ostentatoires ». Jusqu'à présent, malgré des débats pour savoir si les croix régionales sont des signes religieux il n'y a pas eu d'élève exclu pour le port de ces croix. De fait la croix occitane renvoie davantage à une communauté linguistique qu'à une pratique religieuse.

### Culture et sports
La croix occitane est fréquemment présente sur des affiches de festivals, d’événements et d’autres manifestations occitanes : engagements pour la langue et la culture occitanes, activités d'associations, fêtes et danses, créations artistiques, publicité,...
L’équipe d'Occitanie de football arbore la croix occitane sur ses maillots tout comme le Montpellier Hérault Rugby ou encore le Guidon Fuxéen (club cycliste de Foix). Elle apparaît également sur les logos du Toulouse Football Club ou du Fenix Toulouse Handball.